# 约尔格·菲德勒
约尔格·菲德勒（德語：Jörg Fiedler，1978年2月21日—），德国男子击剑运动员。他曾代表德国参加2000年、2004年和2012年夏季奥林匹克运动会击剑比赛，其中2004年奥运会获得一枚铜牌。